# Erik Bergström
Ne doit pas être confondu avec Erik Bergström Frisk.

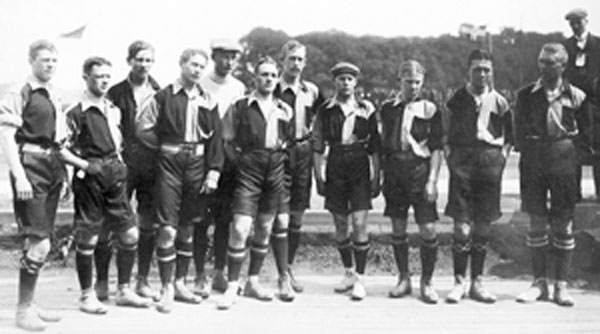
Première apparition de l'équipe nationale de Suède en 1908. Thor Eriksson, Gustaf Bergström, Karl Gustafsson, Nils Andersson, Ove Erickson, Thodde Malm, Erik Börjesson, Kalle Ansén, Sven Olsson, Erik Bergström et Hans Lindman.

Johan Erik Vitalis Eugen Bergström dit Erik Bergström (6 janvier 1886 à Göteborg – 30 janvier 1966 à Göteborg) est un footballeur international suédois, évoluant au poste de défenseur.

## Biographie
Erik Bergström reçoit 7 sélections, pour 6 buts inscrits en équipe de Suède entre 1908 et 1913. Il joue son premier match en équipe nationale le 12 juillet 1908 contre la Norvège, match au cours duquel il inscrit 4 buts. Il dispute son dernier match le 25 mai 1913 contre le Danemark.
Il fait partie des joueurs réservistes qui participent aux Jeux olympiques d'été de 1908. Son équipe termine quatrième du tournoi, mais lui ne dispute aucun match. Lors du tournoi olympique organisé à Stockholm en 1912, il joue en revanche deux matchs, contre les Pays-Bas et l'Italie. La Suède est éliminée au premier tour de la compétition.
Son frère Gustaf Bergström est également footballeur, participant tout comme lui aux Jeux olympiques de 1908.